# Kathy Hilton
Kathleen Elizabeth Hilton, dite Kathy Hilton, née le 13 mars 1959 à Whittier en Californie, est une actrice américaine. Elle est la mère de Paris Hilton et de Nicky Hilton.

## Biographie et vie privée
Kathleen Elizabeth Hilton, née Kathleen Elizabeth Avanzino, est la fille de Laurence K. Avanzino (1935–1997) et de Sharon Kathleen Richards (1938–2002). Son grand-père paternel était d'origine italienne et une partie de son ascendance maternelle est irlandaise. Ses parents ont divorcé, et sa mère se remarie avec Kenneth E. Richards. À la suite de cette union, elle a deux demi-sœurs,  Kim Richards (née le 19 septembre 1964) et Kyle Richards (née le 11 janvier 1969). Kathy a aussi cinq demi-frères et demi-sœurs du remariage de son père. elle a rencontré Richard Hilton, l'héritier de Hilton Hotels & Resorts, à 15 ans ; ils se sont mariés en 1979
et ont eu quatre enfants : deux filles, Paris Whitney Miller Hilton (née le 17 février 1981) et Nicholai « Nicky » Olivia Hilton (née le 5 octobre 1983), et deux garçons, Barron Hilton II (né en 1989) et Conrad Hughes Hilton III (né en 1994). Kathy a fréquenté une école privée, où elle a rencontré le chanteur Michael Jackson, avec lequel elle est restée amie. Elle a d'ailleurs assisté à ses funérailles en 2009.

## Carrière
- Kathy commence à travailler en tant qu'actrice à l'âge de 11 ans et décide de prendre sa retraite en 1974.
- Elle est apparue dans des films notables comme Ma sorcière bien-aimée (Bewitched), Cher oncle Bill (Family Affair), Happy Days ou dans 200 dollars plus les frais (The Rockford Files).
- Elle fait ses débuts en 2002 en ventes de marchandises sur le réseau Télévision par câble du téléachat QVC, suivie de ses hébergements dans la téléréalité : I Want To Be a Hilton édition 2005 sur NBC.
- En 2007, Kathy Hilton a commencé à vendre une ligne de soin sur HSE.
- Le 13 mai 2008, elle a fait une apparition dans le feuilleton télévisé Les Feux de l'amour (The Young and the Restless) dans lequel elle joue son propre rôle.
- Elle apparaît en tant qu’ « amie des Housewives » dans les saisons 11, 12 et 14 des Real Housewives de Beverly Hills.